# 交響曲第100番 (ハイドン)
交響曲第100番 ト長調 Hob. I:100 は、フランツ・ヨーゼフ・ハイドンが1793年から94年にかけて作曲した交響曲。いわゆる『ロンドン交響曲』のうちの1曲であり、『軍隊』（ドイツ語: Militärsinfonie, 英語: Military）の愛称で知られる。
初演は1794年3月31日にロンドンのハノーヴァー・スクエア・ルームズにおける第8回ザーロモン演奏会で行われた。

## 愛称の由来
『軍隊』という愛称は、有名な「トルコ軍楽」の打楽器（トライアングル、シンバル、バスドラム）が第2楽章と、終楽章の終わりで使われていること、第2楽章のトランペットによる軍隊ラッパの模倣による。なお、初演される際の新聞予告で既に「軍隊交響曲」という呼び方が使われていた。
なお、18世紀のヨーロッパの宮廷ではトルコがエキゾティシズムの対象であり、様々な「トルコ風音楽」が流行（テュルクリ）として取り入れられた。モーツァルトのジングシュピール『後宮からの誘拐』ではトルコの宮殿が舞台であり、序曲において打楽器がふんだんに使用される。また『トルコ行進曲』の愛称で知られる『ピアノソナタ第11番 イ長調』の第3楽章や、『トルコ風』の愛称で知られる『ヴァイオリン協奏曲第5番 イ長調』などがトルコ軍楽のリズムや音色を意識したものとして知られる。

## 楽器編成
| 木管         | 木管       | 金管         | 金管         | 打         | 打                                 | 弦              | 弦 |
| ------------ | ---------- | ------------ | ------------ | ---------- | ---------------------------------- | --------------- | -- |
| フルート     | 1あるいは2 | ホルン       | 2            | ティンパニ | ●                                  | 第1ヴァイオリン | ●  |
| オーボエ     | 2          | トランペット | 2            | 他         | トライアングル シンバル バスドラム | 第2ヴァイオリン | ●  |
| クラリネット | 2          | 他           |              | 他         | トライアングル シンバル バスドラム | ヴィオラ        | ●  |
| ファゴット   | 2          | 他           | チェロ       | 他         | トライアングル シンバル バスドラム | ●               |    |
| 他           |            | 他           | コントラバス | 他         | トライアングル シンバル バスドラム | ●               |    |

## 曲の構成
全4楽章、演奏時間は約25分。
- 第1楽章 アダージョ - アレグロ
ト長調、2分の2拍子（アラ・ブレーヴェ）、ソナタ形式。
お使いのブラウザーでは、音声再生がサポートされていません。音声ファイルをダウンロードをお試しください。
お使いのブラウザーでは、音声再生がサポートされていません。音声ファイルをダウンロードをお試しください。

- 第2楽章 アレグレット
ハ長調、2分の2拍子（アラ・ブレーヴェ）、三部形式。
お使いのブラウザーでは、音声再生がサポートされていません。音声ファイルをダウンロードをお試しください。
1786年に作曲された『2つのリラ・オルガニザータのための協奏曲第3番 ト長調』（Hob. VIIh:3） の第2楽章をほぼそのまま転用したものだが、最後に軍隊ラッパの模倣と、印象的なティンパニのソロが新しく加えられている。当時の音楽ではティンパニのソロは異例中の異例だった。ハイドンは第103番『太鼓連打』の冒頭で再びティンパニのソロを使用している。

- 第3楽章 メヌエット：モデラート - トリオ
ト長調、4分の3拍子。
お使いのブラウザーでは、音声再生がサポートされていません。音声ファイルをダウンロードをお試しください。
お使いのブラウザーでは、音声再生がサポートされていません。音声ファイルをダウンロードをお試しください。

- 第4楽章 フィナーレ：プレスト
ト長調、8分の6拍子、ソナタ形式。
お使いのブラウザーでは、音声再生がサポートされていません。音声ファイルをダウンロードをお試しください。